# Костас, Боб
Роберт Куинлан «Боб» Костас (англ. Robert Quinlan «Bob» Costas; 22 марта 1952, Куинс, Нью-Йорк) — американский спортивный журналист на канале NBC с начала 1980-х.

## Биография
Родился 22 марта 1952 года в Куинсе, Нью-Йорк. Американец греческого происхождения. Закончил Сиракузский университет.